# 佐世保線
佐世保線（日语：／ Sasebo sen */?）是一條連結日本佐賀縣杵島郡江北町的江北站至長崎縣佐世保市的佐世保站，屬於九州旅客鐵道（JR九州）的鐵路線（幹線）。

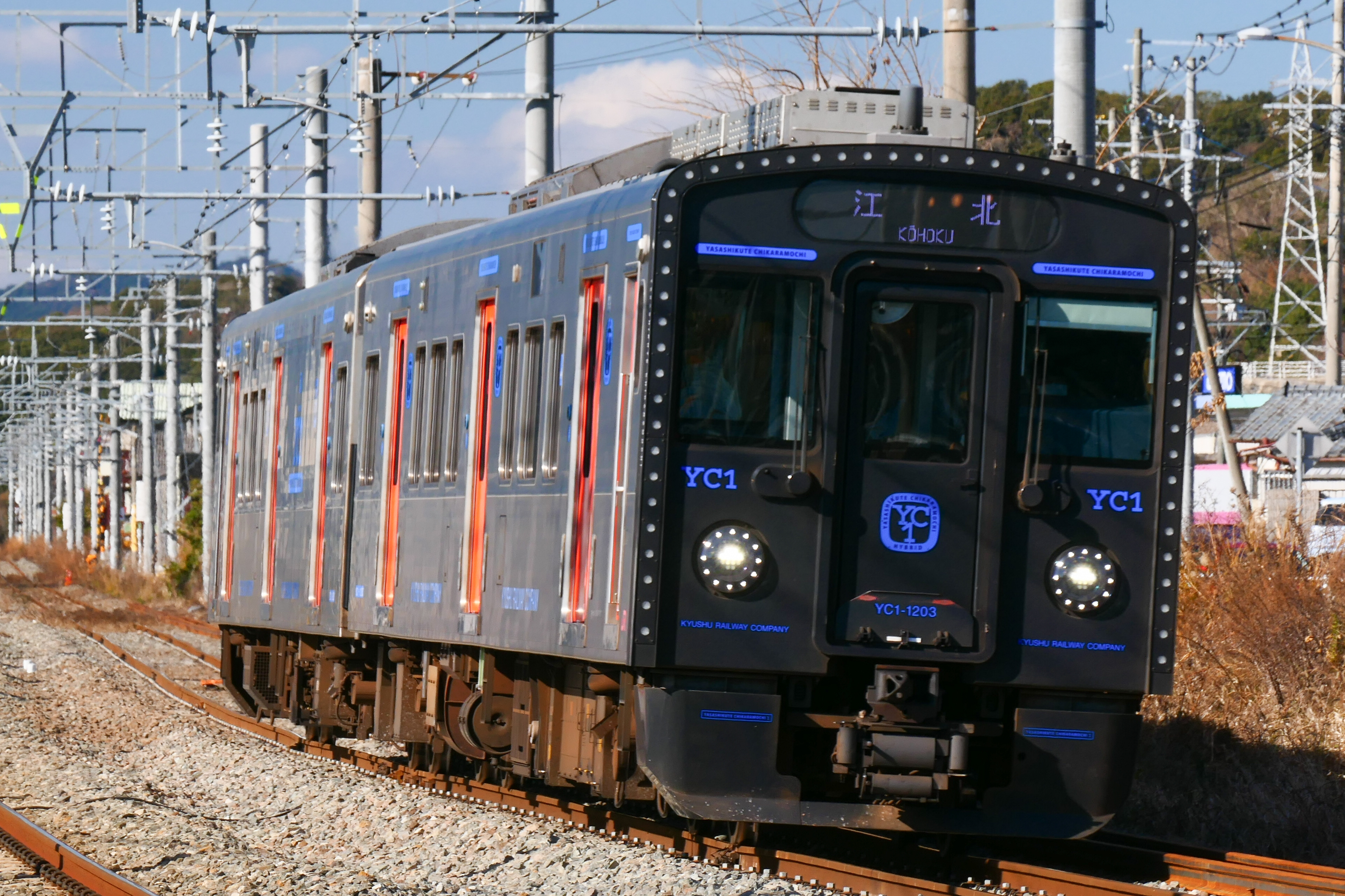
北方站至大町站間的JR九州YC1系柴聯車（2023年1月）

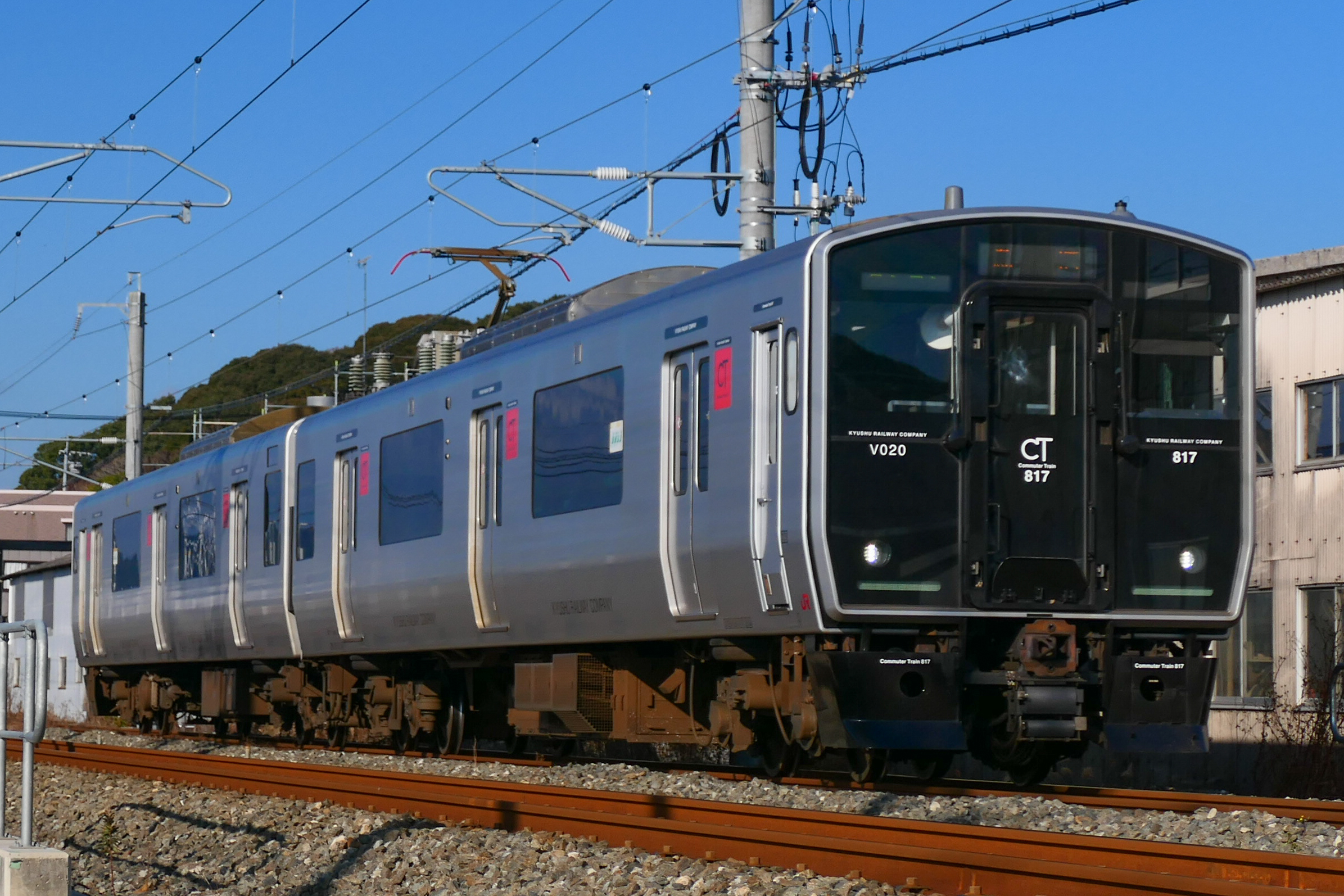
北方站至大町站間的JR九州817系電聯車（2023年1月）

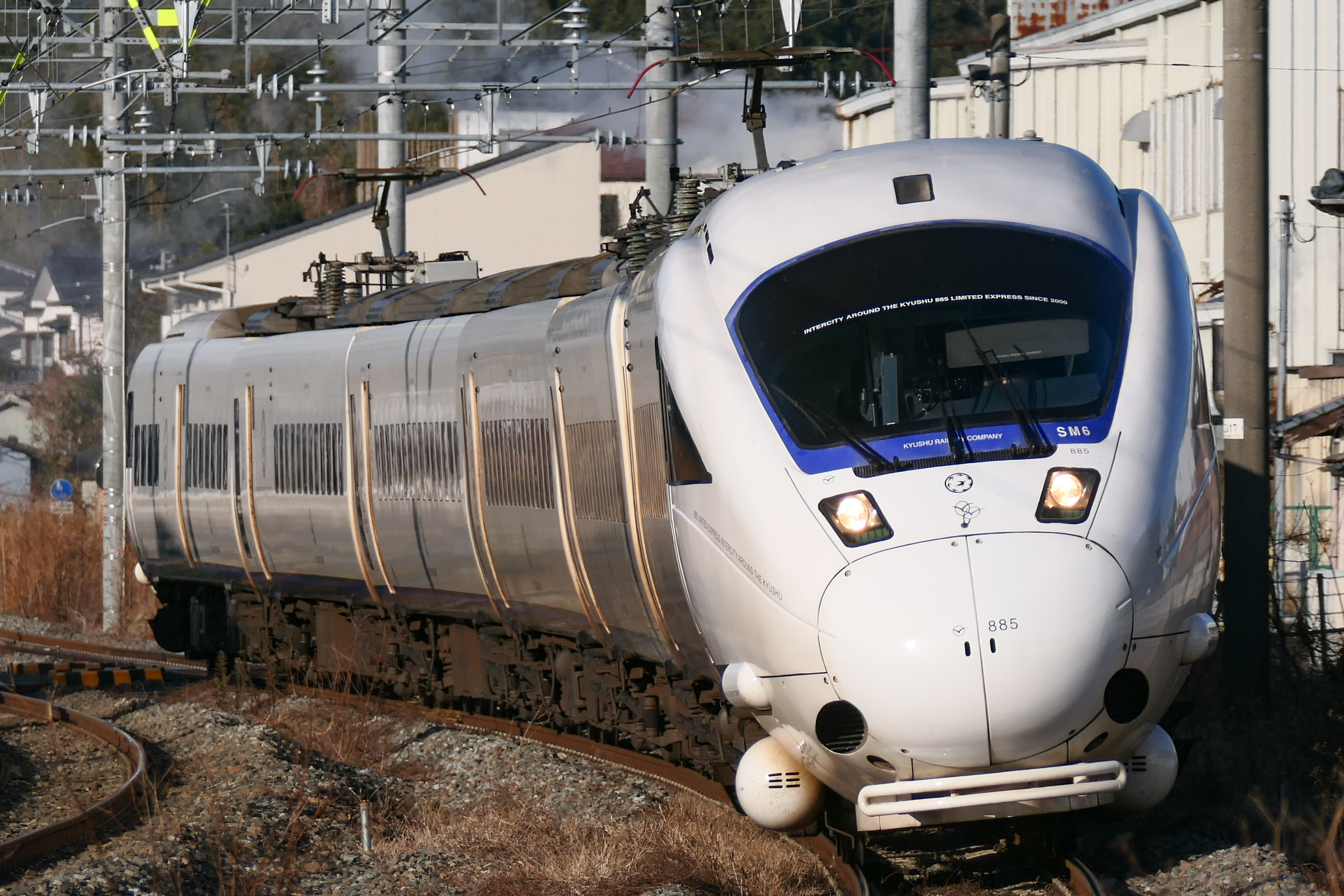
駛入北方站的JR九州885系特急列車「綠」（2023年1月）

## 路線資料
- 管轄、路線距離（營業距離）：
  - 九州旅客鐵道（第一種鐵道事業者）：
    - 江北站－佐世保站間 48.8公里

  - 日本貨物鐵道（第二種鐵道事業者）：
    - 江北站－有田站間（28.2公里）
- 軌距：1067毫米
- 站數：14個（包括起終點站）
  - 若只限屬於佐世保線的車站，排除起點的江北站（屬於長崎本線[1]）則為13個。
- 複線路段：沒有（全線單線）
- 電氣化路段：全線（交流20,000V、60Hz）
- 閉塞方式：單線自動閉塞式
- 運轉指令所（日语：運転指令所）：博多綜合指令中心
- 最高速度：95公里/小時

江北站附近（起點起計1.5公里為止）是JR九州本社鐵道事業本部直轄，大町站－佐世保站間由同社長崎支社管轄。

## 車站列表
- 停靠站
  - 普通…停靠所有車站
  - 快速、區間快速（濱海快線）…該路線內停靠所有車站
  - 特急（綠、豪斯登堡）…參見列車條目
- 全線單線。全部車站、信號場都可進行列車交會。

| 中文站名     | 日文站名 | 英文站名 | 站間營業距離 | 累計營業距離 | 接續路線                               | 所在地          | 所在地          |
| ------------ | -------- | -------- | ------------ | ------------ | -------------------------------------- | --------------- | --------------- |
| 江北         |          |          | -            | 0.0          | 九州旅客鐵道：長崎本線（直通至鳥方向） | 佐賀縣          | 杵島郡江北町    |
| 大町         |          |          | 5.1          | 5.1          |                                        | 佐賀縣          | 杵島郡大町町    |
| 北方         |          |          | 2.3          | 7.4          |                                        | 佐賀縣          | 武雄市          |
| 高橋         |          |          | 4.0          | 11.4         |                                        | 佐賀縣          | 武雄市          |
| 武雄溫泉     |          |          | 2.3          | 13.7         | 九州旅客鐵道： 西九州新幹線            | 佐賀縣          | 武雄市          |
| 永尾         |          |          | 4.6          | 18.3         |                                        | 佐賀縣          | 武雄市          |
| 三間坂       |          |          | 3.2          | 21.5         |                                        | 佐賀縣          | 武雄市          |
| 上有田       |          |          | 4.2          | 25.7         |                                        | 佐賀縣          | 西松浦郡 有田町 |
| 有田         |          |          | 2.5          | 28.2         | 松浦鐵道：西九州線                     | 佐賀縣          | 西松浦郡 有田町 |
| 西有田信號場 |          | /        | -            | 31.4         |                                        | 佐賀縣          | 西松浦郡 有田町 |
| 三河內       |          |          | 7.5          | 35.7         |                                        | 長崎縣 佐世保市 | 長崎縣 佐世保市 |
| 早岐         |          |          | 4.2          | 39.9         | 九州旅客鐵道：大村線（與佐世保線直通） | 長崎縣 佐世保市 | 長崎縣 佐世保市 |
| 大塔         |          |          | 2.7          | 42.6         |                                        | 長崎縣 佐世保市 | 長崎縣 佐世保市 |
| 日宇         |          |          | 2.9          | 45.5         |                                        | 長崎縣 佐世保市 | 長崎縣 佐世保市 |
| 佐世保       |          |          | 3.3          | 48.8         | 松浦鐵道：西九州線（松浦鐵道起直通）   | 長崎縣 佐世保市 | 長崎縣 佐世保市 |